# Ales en la nit
 Ales en la nit  (original: Wings in the Dark) és una pel·lícula estatunidenca dirigida per James Flood, estrenada el 1935 i doblada al català

## Argument
Sheila Mason és una aviadora d'acrobàcies que s'enamora d'un aviador que està intentant descobrir millores de seguretat en els vols. Per culpa d'un accident, ell queda cec, la qual cosa no li impedeix d'anar a rescatar la noia quan ella està en perill en un vol entre Nova York i Moscou.

## Repartiment
- Myrna Loy: Sheila Mason
- Cary Grant: Ken Gordon
- Roscoe Karns: Nick Williams
- Hobart Cavanaugh: Mac
- Dean Jagger: Top Harmon
- Russell Hopton: Jake Brashear
- Matt McHugh: Mecànic
- Graham Mcnamee: Anunciant ràdio